# Kořenný
Kořenný (německy Schlösselbachel) je rozptýlená horská osada, část městyse Strážný v okrese Prachatice v Jihočeském kraji. Nachází se severně od Strážného v jeho těsné blízkosti, v okolí Kořenského potoka, při horských silničkách, které vedou ze Strážného na bývalé Žlíbky a bývalou Orlovou huť. Kořenný leží v katastrálním území Hliniště o výměře 3,21 km².

## Historie
První písemná zmínka o vesnici pochází z roku 1735.

## Obyvatelstvo
| Rok            | 1869 | 1880 | 1890 | 1900 | 1910 | 1921 | 1930 | 1950 | 1961 | 1970 | 1980 | 1991 | 2001 | 2011 | 2021 |
| -------------- | ---- | ---- | ---- | ---- | ---- | ---- | ---- | ---- | ---- | ---- | ---- | ---- | ---- | ---- | ---- |
| Počet obyvatel | 134  | 223  | 159  | 121  | 151  | 146  | 136  | 10   | 14   | 8    | 13   | 7    | 6    | 12   | 8    |
| Počet domů     | 18   | 21   | 21   | 21   | 23   | 23   | 26   | 28   | 28   | 2    | 4    | 4    | 4    | 6    | 7    |

## Obecní správa
Při sčítání lidu v letech 1850–1959 Kořenný byl osadou obce Řasnice, se kterým patřil nejprve do okresu Prachatice, ale v roce 1950 v okrese Vimperk. Od roku 1960 je částí městyse Strážný v okrese Prachatice.

## Pamětihodnosti
- Přírodní rezervace Niva Kořenského potoka
- Klen u Kořenného, památný strom při cestě na Žlíbky
- Bostlů pramen vpravo u cesty na Žlíbky

## Galerie

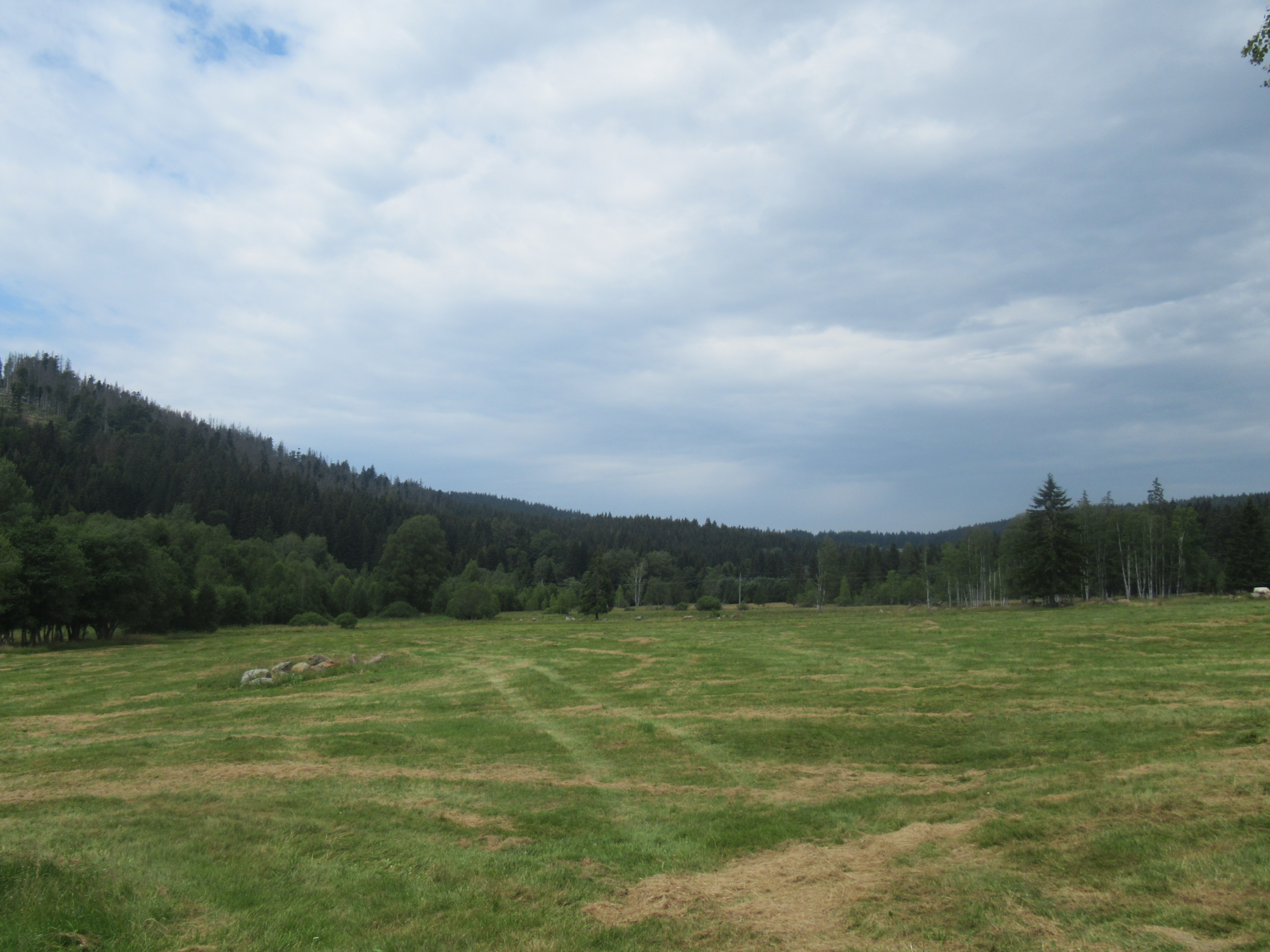
Zaniklá osada
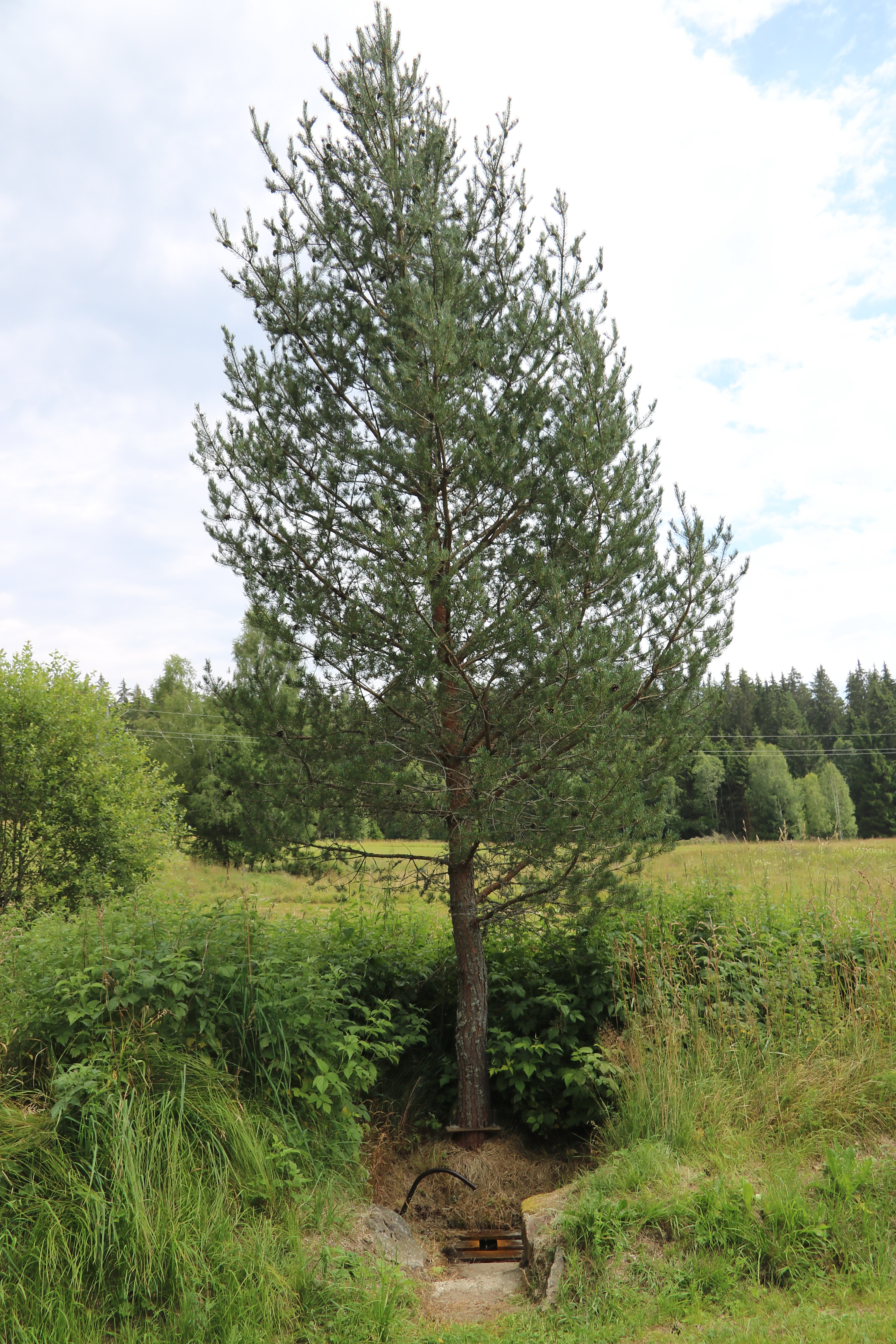
Bostlů pramen
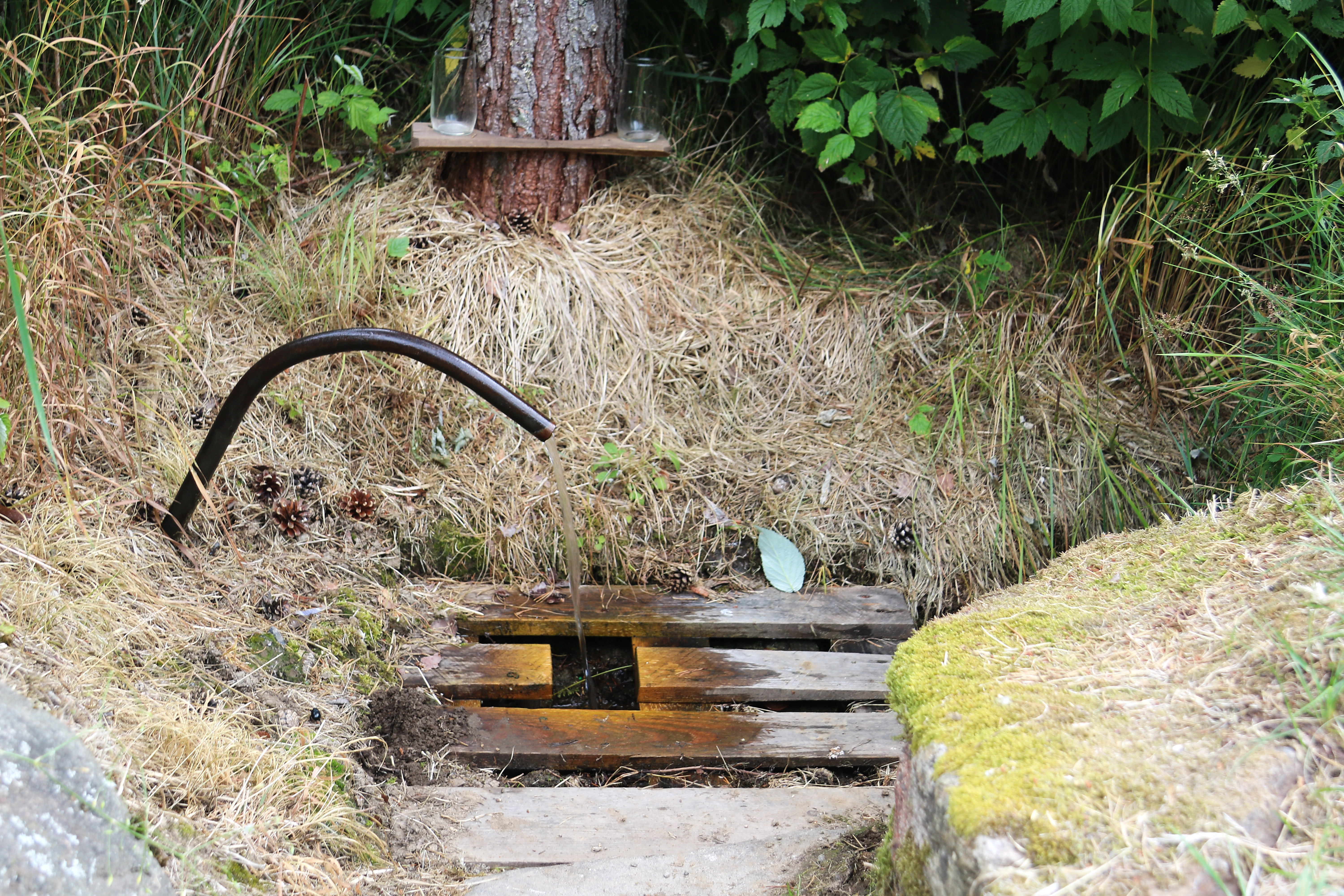
Bostlů pramen
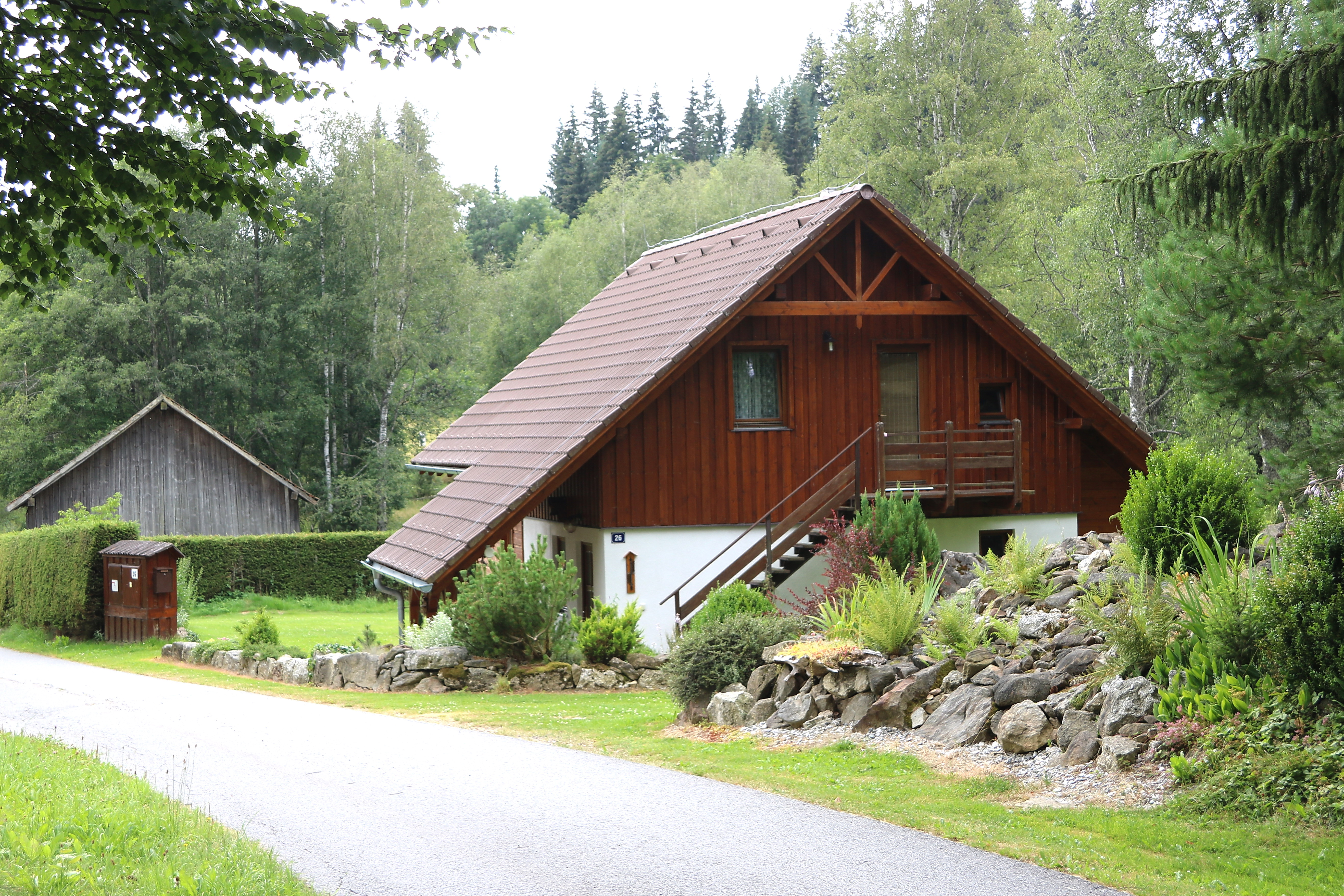
Dům č. 26